# 大黒工業
大黒工業株式会社（だいこくこうぎょう）は、愛媛県四国中央市に本社を置く包装資材、紙製品の製造・販売を行う企業。

## 概要
1950年に大力紙店として宇摩郡中曽根村（現・四国中央市）に創業。1955年大黒ナプキン工業社に社名変更。さらに、1972年大黒工業株式会社に社名変更。2003年には第6回ファベックス2003に食品エコ容器や包装資材を出品。定期的に「大黒大包展」を主催している。

## 主要事業所
- 札幌営業所： 北海道札幌市手稲区富丘2条3丁目2-11
- 仙台営業所： 宮城県仙台市若林区卸町東5丁目3-2
- 盛岡出張所： 岩手県盛岡市中太田新田25-11
- 東京営業所： 東京都台東区北上野2丁目3-2-3F
- 埼玉営業所： 埼玉県上尾市緑丘2丁目7-21
- 神奈川営業所： 神奈川県厚木市旭町5－43－14 パストラルASAHI403号
- 新潟営業所： 新潟県燕市小池字上通り5091－14
- 岐阜営業所： 岐阜県岐阜市柳津町丸野4丁目93
- 大阪営業所： 大阪府吹田市江の木町7-22
- 福岡営業所： 福岡県福岡市東区箱崎ふ頭3丁目4-41
- 鹿児島出張所: 鹿児島市伊敷台1丁目22-5 イオリドリーム1F

- 大黒美術紙工
  - 仙台工場： 宮城県仙台市若林区卸町東5丁目3-2
  - 山本工場： 香川県三豊市山本町神田山才乙288-22
  - 川之江工場： 愛媛県四国中央市妻鳥町849-1
  - 美唄配送センター： 北海道美唄市東5条北8丁目1-5
  - 仙台配送センター： 宮城県仙台市若林区卸町東5丁目3-2
  - 東日本配送センター： 新潟県燕市小池字上通り5091-14
  - 西日本配送センター： 香川県三豊市豊中町笠田笠岡3915-4

- ダイコク化成
  - 盛岡工場 - 岩手県盛岡市中太田新田25-11
  - 盛岡配送センター - 岩手県紫波郡紫波町東長岡字大平8
- 大黒友愛紙工
  - 山本工場 - 香川県三豊市山本町神田山才乙288-38

## 主な製品
- 保冷剤
- 紙容器
- 紙おしぼり･ナプキン
- キッチンペーパー

## 関連会社
- ダイコク化成
- 大黒美術紙工
- 大黒友愛紙工
- 味大黒
- 大黒物流
- ダイコクバッグ
- 烟台海湾塑料餐具有限公司
- 烟台大力餐具有限公司
- 煙台大茂包装制品有限公司
- 乳山昌盛大力環保有限公司
- 上海曜穎餐飲用品有限公司
- 旭耀紙業(上海)有限公司
- Daikoku Korea
- 一般財団法人さくら財団

給付型奨学金を支給目的に設立